# Lacinipolia rectilinea
Lacinipolia rectilinea är en fjärilsart som beskrevs av Smith 1887. Lacinipolia rectilinea ingår i släktet Lacinipolia och familjen nattflyn. Inga underarter finns listade i Catalogue of Life.